# Harrie Smeets
Hendrikus Marie Gerardus (Harrie) Smeets (Heerlen, 22 oktober 1960 – Roermond, 20 december 2023) was een Nederlands rooms-katholiek bisschop. Smeets was van 8 december 2018 tot 10 augustus 2023 de 24e bisschop van het bisdom Roermond. Zijn wapenspreuk was: In Gods naam mensen liefhebben.
Smeets groeide op in het Limburgse Born. Na de lagere school en het gymnasium aan het Bisschoppelijk College Sittard, studeerde hij van 1980 tot 1985 Nederlandse taal- en letterkunde aan de Universiteit Utrecht. Van 1985 tot 1992 studeerde hij voor priester aan het grootseminarie Rolduc, waarna hij tot diaken en later tot priester werd gewijd.

## Loopbaan
Na zijn priesterwijding in 1992 diende Smeets als kapelaan in Weert, Thorn en Wessem, en later als pastoor in Maastricht-West. Van 2003 tot december 2018 was hij pastoor-deken van het Venrayse dekenaat en omliggende parochies. Daarnaast was hij van december 2015 tot december 2018 kanunnik van het kapittel van het bisdom Roermond, het hoogste adviescollege van de bisschop.

### Bisschop van Roermond
In oktober 2018 werd Smeets benoemd tot bisschop van Roermond. Zijn bisschopswijding vond plaats op 8 december 2018 in de kathedraal van Roermond. Eind 2020 werd Smeets binnen de Nederlandse Bisschoppenconferentie referent voor het circus-, kermis- en schipperspastoraat.
Op 2 juli 2021 maakte het bisdom bekend dat Smeets ernstig ziek was. Eind mei 2021 werd hij in het Laurentius Ziekenhuis te Roermond opgenomen met symptomen die leken op een herseninfarct. Nader onderzoek in het Maastricht UMC+ wees uit dat Smeets een hersentumor had die acuut behandeld moest worden en waarbij geen volledige genezing verwacht kon worden.
Ondanks zijn ziekte woonde Smeets in november 2022 het Ad liminabezoek van de Nederlandse bisschoppen aan de Heilige Stoel bij.
In juli 2023 besloot Smeets vanwege zijn ziekte terug te treden. Omdat hij niet in staat was om zijn pastorale taken te vervullen, verklaarde hij conform canoniek recht de bisschopszetel als 'verhinderd'. Hierover verstuurde hij een brief in zijn bisdom. Vicaris-generaal René Maessen nam per 6 juli 2023 het volledige bestuur van het bisdom over.
Op 10 augustus 2023 verleende paus Franciscus Smeets ontslag als bisschop van Roermond. Vicaris-generaal René Maessen werd door het kathedraal kapittel benoemd tot diocesaan administrator.

### Ereburger van Venray
Bij zijn afscheid als pastoor-deken op 11 november 2018 werd Smeets benoemd tot ereburger van Venray. Burgemeester Gilissen reikte hem de bijbehorende legpenning uit tijdens een speciale raadsvergadering na de afscheidsviering.

### Nevenfuncties tot 2018
- Voorzitter van de Stichting Wilhelmina Sangers Cultuurprijs;
- Voorzitter van de Stichting Organisatie Limburgse Bedevaarten Huis voor de Pelgrim;
- Beschermheer van de Broederschap van de Onbevlekte Ontvangenis van Onze Lieve Vrouw "Sterre der Zee" in Maastricht.

## Bisschopsstaf
Voor zijn bisschopswijding kreeg Smeets de bisschopsstaf in bruikleen die de Venrayse parochiegemeenschap in 1932 aan missiebisschop Petrus Verriet had geschonken. Na het overlijden van Verriet in 1948 stond de staf jarenlang in een vitrine van de Sint-Petrus' Bandenkerk in Venray. Na de bekendmaking van Smeets' benoeming werd de staf voorzien van zijn nieuwe wapen.

## Onderscheidingen
- Gemeentelijke erepenning in goud (ereburgerschap) van de gemeente Venray bij zijn afscheid als pastoor-deken op 11 november 2018;[12][13]
- Ridder in de Orde van het Heilig Graf van Jeruzalem (Grootkruis 9 februari 2019).

## Overlijden en bijzetting
Smeets overleed op 20 december 2023 op 63-jarige leeftijd aan de gevolgen van een hersentumor. Na een uitvaartdienst in de kathedraal in Roermond waarbij zo'n 1000 mensen, onder wie 16 bisschoppen,  aanwezig waren; is zijn lichaam bijgezet in de crypte van de Bisschoppelijke Grafkapel op de Begraafplaats Nabij de Kapel in 't Zand aldaar.
- International Standard Name Identifier: 0000 0004 4286 4165
- Nederlandse Thesaurus van Auteursnamen: 370911830
- Virtual International Authority File: 309885428
- WorldCat: E39PBJhH3bfXC6mkKYkjCxgFrq